# ریتا کالدرونی
ریتا کالدرونی (ایتالیایی: Rita Calderoni؛ زادهٔ ۲۲ فوریهٔ ۱۹۵۱) بازیگر اهل ایتالیا است. وی بین سال‌های ۱۹۶۷ تا ۱۹۸۳ میلادی فعالیت می‌کرد.
از فیلم‌ها یا برنامه‌های تلویزیونی که وی در آن نقش داشته‌است، می‌توان به سوداگر، برو بخواب کوچولوی پامرغی، دلیریوم، حقیقت بنابر نظر شیطان، گراویدا، شماره یک، داستان پیرا، برهنه برای شیطان، پایان بازی و رئیس پلیس پپه اشاره کرد.